# Міжнародний фестиваль духовної музики «Гайнівка»

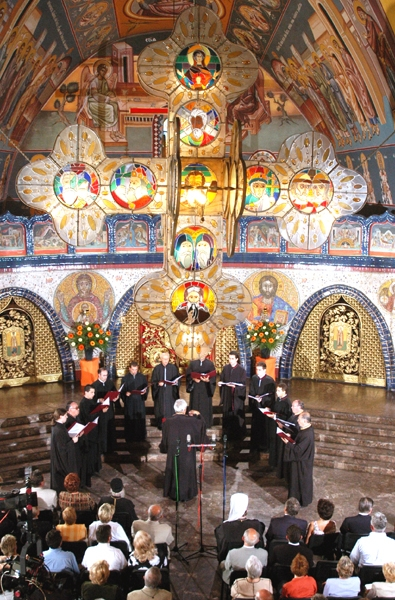
Інтер'єр собору
Святої Трійці у Гайнівці

Міжнародний фестиваль духовної музики «Гайнівка» (пол. Międzynarodowy Festiwal Muzyki Cerkiewnej „Hajnówka”) — щорічний фестиваль духовної музики у місті Гайнівка з 1982 року. Організатор фестивалю — «Церковна музична фундація» у Гайнівці. Хори виступають у соборі Святої Трійці у Гайнівці, який був збудований у 1981—1983 роках за проектом архітектора Олександра Григоровича. Дворівневий храм може вмістити 5 000 віря́н, що робить його одним з найбільших у Польщі.

## Історія
Ініціатором і організатором фестивалю духовної музики був Миколай Бушко. Починалося все з оглядів місцевих парафіяльних хорів. У 1983 році головою журі став композитор і педагог Ромуальд Твардовський, який входить до числа організаторів фестивалю донині. У 1991 році «Дні православної музики» перетворилися на Міжнародний фестиваль духовної музики «Гайнівка», який отримав міжнародний статус, а в 1995 році Міністерство культури дало йому нульову категорію, тим самим поставивши фестиваль на одному рівні з конкурсом імені Шопена і Міжнародним фестивалем сучасної музики «Варшавська осінь».

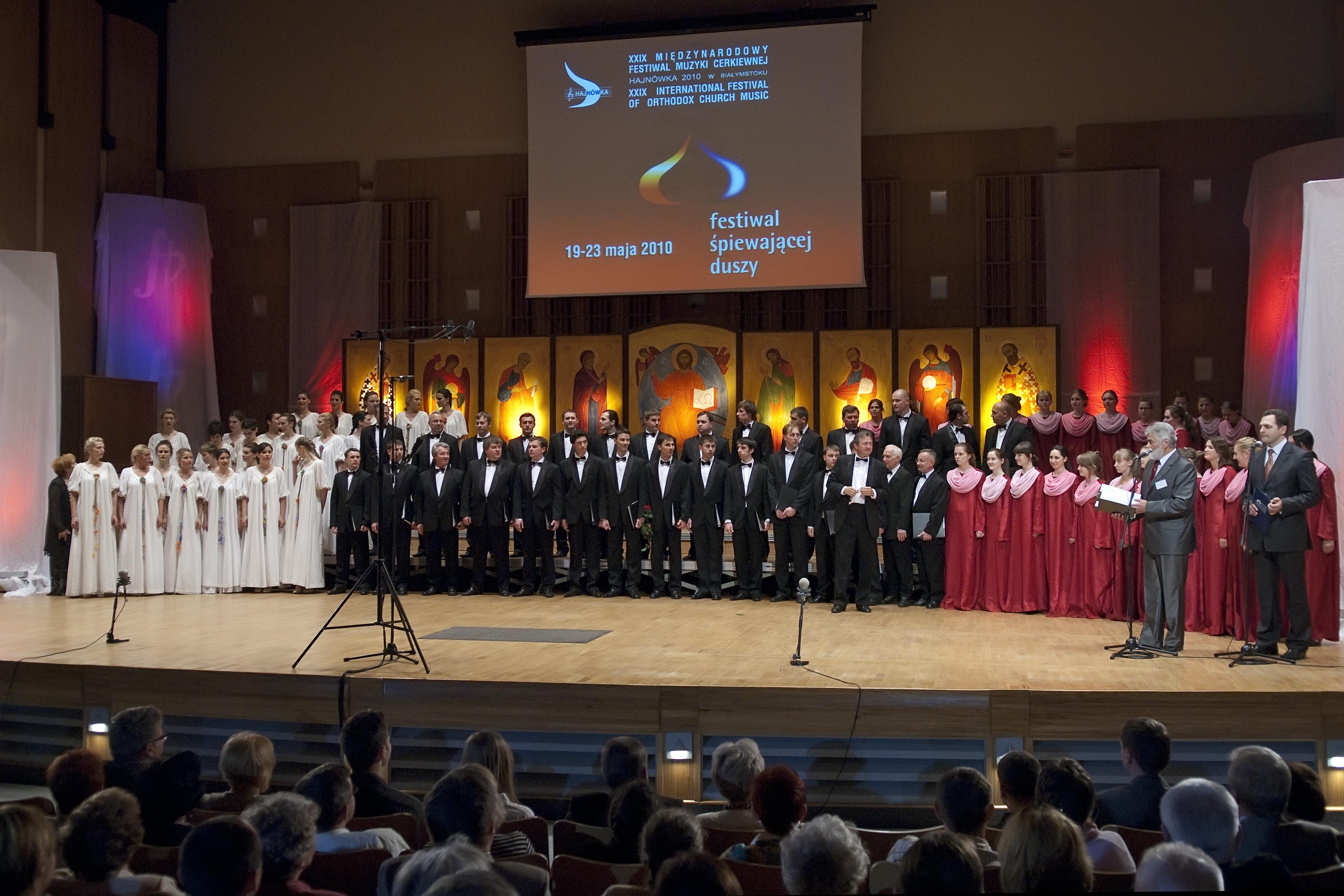
Гала-концерт
у Підляській філармонії. 2010

Починаючи з 1985 року, всі фестивальні концерти записуються фонографічно і вже наступного ранку ви можете отримати касету (пізніше компакт-диск) із записами попереднього дня, що були підготовані вночі.
З 2002 року фестиваль одержав нову назву — Міжнародний фестиваль «Гайнівські дні духовної музики». До 2003 року конкурсні прослуховування фестивалю відбувалися в Гайнівці, а в наступних роках у Підляській філармонії та Палаці Браницьких у Білостоці.
У фестивалі беруть участь як професійні так і аматорські хори з різних країн світу, незалежно від національності та віросповідання: католики, греко-католики, протестанти, православні, старообрядці, а також мусульмани, буддисти, юдеї. До 2013 року у конкурсі взяли участь 726 хорів із 35 країн світу (Європи, Азії, Північної Америки та Африки).
У рамках фестивалю відбуваються виставки, семінари, але, перш за все, концерти хорів-учасників, які перед початком конкурсу відбуваються у багатьох польських містах: Варшаві, Кракові, Ченстохові, Гданську, Гливицях, Гнєзно, Любліні, Торуні та Вроцлаві.
У 2015 році Київський камерний хор «Софія», що став лауреатом Міжнародного фестивалю духовної музики «Гайнівка-2014» у категорії професійних хорів, був запрошений оргкомітетом фестивалю виступити на інавгураційному концерті XXXIV фестивалю «Гайнівка-2015».
7 травня 2018 року в Гайнівці хор студентів Харківської державної академії культури, що здобув Гран-прі два роки перед тим, відкрив Дні церковної музики у Гайнівці на Підляшші. У гайнівському соборі Святої Трійці взяли участь приблизно 30 хорів з Польщі, Білорусі, Кіпру, Казахстану, Росії, Румунії та України. Фестиваль завершився двома суботніми гала-концертами: у Гайнівці та у білостоцькій церкві Святої Софії Премудрості Божої.
Концертом академічного камерного хору «Хрещатик» з Києва, одного з тогорічних переможців фестивалю у категорії професійних хорів, 16 травня 2018 року в Білостоку відкрився 37-ий Міжнародний фестиваль церковної музики «Гайнівка-2018». Серед виконаних творів прозвучали фрагменти Ірмологіону Супраського (літургійної книги, створеної у 1598—1601 роках, яка містить тексти, що співають під час богослужінь) і церковні наспіви Києво-Печерської лаври.

## Переможці фестивалю
Учасники змагаються у таких категоріях:
- категорія світських аматорських хорів,
- категорія парафіяльних аматорських хорів,
- категорія професійних камерних хорів,
- категорія професійних хорів,
- категорія хорів музичних навчальних закладів,
- категорія дитячих хорів.

Журі нагороджує переможців за I, II і III місця в кожній категорії та надає відзнаки.